# Campeonato Pan-Americano de Handebol Feminino Sub-20 de 2016
O Campeonato Pan-Americano de Handebol Feminino Sub-20 de 2016 foi realizado na cidade de Foz do Iguaçu, Brasil, nos dias de 15 a 19 de março e é o qualificatório da Federação Pan-Americana de Handebol para o Campeonato Mundial Júnior de handebol Feminino.

## Resultados
| Pos | Equipe    | Pts | J | V | E | D | GP  | GC  | SG  |
| --- | --------- | --- | - | - | - | - | --- | --- | --- |
| 1   | Brasil    | 10  | 5 | 5 | 0 | 0 | 180 | 99  | +81 |
| 2   | Argentina | 8   | 5 | 4 | 0 | 1 | 158 | 103 | +55 |
| 3   | Chile     | 6   | 5 | 3 | 0 | 2 | 139 | 140 | −1  |
| 4   | Paraguai  | 4   | 5 | 2 | 0 | 3 | 137 | 154 | −17 |
| 5   | Uruguai   | 2   | 5 | 1 | 0 | 4 | 139 | 165 | −26 |
| 6   | Canadá    | 0   | 5 | 0 | 0 | 5 | 85  | 177 | −92 |

## Turno Único
| 15 de março de 2016 16:00 | Uruguai | 31–32     | Chile    | Ginásio Costa Cavalcanti, Foz do Iguaçu Público: 150 Árbitros: Burgos, Delgado |
| 15 de março de 2016 16:00 | Didak 7 | (14–17)   | Zavala 9 | Ginásio Costa Cavalcanti, Foz do Iguaçu Público: 150 Árbitros: Burgos, Delgado |
| 15 de março de 2016 16:00 | 1× 3×   | Relatório | 3×       | Ginásio Costa Cavalcanti, Foz do Iguaçu Público: 150 Árbitros: Burgos, Delgado |

| 15 de março de 2016 18:00 | Argentina        | 40–13     | Canadá  | Ginásio Costa Cavalcanti, Foz do Iguaçu Público: 250 Árbitros: Quadros, Lima |
| 15 de março de 2016 18:00 | três jogadoras 6 | (22–6)    | Perry 5 | Ginásio Costa Cavalcanti, Foz do Iguaçu Público: 250 Árbitros: Quadros, Lima |
| 15 de março de 2016 18:00 | 3× 2×            | Relatório | 7× 2×   | Ginásio Costa Cavalcanti, Foz do Iguaçu Público: 250 Árbitros: Quadros, Lima |

| 15 de março de 2016 20:00 | Brasil   | 38–18     | Paraguai  | Ginásio Costa Cavalcanti, Foz do Iguaçu Árbitros: Sosa, Lemes |
| 15 de março de 2016 20:00 | Lima 8   | (19–10)   | Insfran 7 | Ginásio Costa Cavalcanti, Foz do Iguaçu Árbitros: Sosa, Lemes |
| 15 de março de 2016 20:00 | 5× 3× 1× | Relatório | 6× 2×     | Ginásio Costa Cavalcanti, Foz do Iguaçu Árbitros: Sosa, Lemes |

| 16 de março de 2016 16:00 | Chile             | 22–33     | Argentina  | Ginásio Costa Cavalcanti, Foz do Iguaçu Árbitros: Sosa, Lemes |
| 16 de março de 2016 16:00 | Zavala, Alvarez 5 | (10–15)   | Casasosa 6 | Ginásio Costa Cavalcanti, Foz do Iguaçu Árbitros: Sosa, Lemes |
| 16 de março de 2016 16:00 | 2×                | Relatório | 2× 3×      | Ginásio Costa Cavalcanti, Foz do Iguaçu Árbitros: Sosa, Lemes |

| 16 de março de 2016 18:00 | Paraguai     | 39–32     | Uruguai  | Ginásio Costa Cavalcanti, Foz do Iguaçu Público: 250 Árbitros: Quadros, Lima |
| 16 de março de 2016 18:00 | Fernandez 13 | (21–16)   | Charlo 9 | Ginásio Costa Cavalcanti, Foz do Iguaçu Público: 250 Árbitros: Quadros, Lima |
| 16 de março de 2016 18:00 | 9× 3×        | Relatório | 2× 1×    | Ginásio Costa Cavalcanti, Foz do Iguaçu Público: 250 Árbitros: Quadros, Lima |

| 16 de março de 2016 20:00 | Canadá      | 8–43      | Brasil       | Ginásio Costa Cavalcanti, Foz do Iguaçu Público: 300 Árbitros: Ojeda, Zapata |
| 16 de março de 2016 20:00 | Robillard 4 | (6–18)    | Fernandes 10 | Ginásio Costa Cavalcanti, Foz do Iguaçu Público: 300 Árbitros: Ojeda, Zapata |
| 16 de março de 2016 20:00 | 2× 3×       | Relatório | 2×           | Ginásio Costa Cavalcanti, Foz do Iguaçu Público: 300 Árbitros: Ojeda, Zapata |

| 17 de março de 2016 16:00 | Uruguai  | 23–31     | Argentina | Ginásio Costa Cavalcanti, Foz do Iguaçu Público: 120 Árbitros: Ojeda, Zapata |
| 17 de março de 2016 16:00 | Charlo 7 | (14–17)   | Mazza 7   | Ginásio Costa Cavalcanti, Foz do Iguaçu Público: 120 Árbitros: Ojeda, Zapata |
| 17 de março de 2016 16:00 | 4× 3×    | Relatório | 5× 3×     | Ginásio Costa Cavalcanti, Foz do Iguaçu Público: 120 Árbitros: Ojeda, Zapata |

| 17 de março de 2016 18:00 | Paraguai  | 36–23     | Canadá           | Ginásio Costa Cavalcanti, Foz do Iguaçu Público: 100 Árbitros: Quadros, Lima |
| 17 de março de 2016 18:00 | Insfran 9 | (16–13)   | três jogadoras 5 | Ginásio Costa Cavalcanti, Foz do Iguaçu Público: 100 Árbitros: Quadros, Lima |
| 17 de março de 2016 18:00 | 4× 1×     | Relatório | 2× 3×            | Ginásio Costa Cavalcanti, Foz do Iguaçu Público: 100 Árbitros: Quadros, Lima |

| 17 de março de 2016 20:00 | Brasil         | 33–21     | Chile    | Ginásio Costa Cavalcanti, Foz do Iguaçu Público: 400 Árbitros: Burgos, Delgado |
| 17 de março de 2016 20:00 | Paula, Souza 5 | (17–7)    | Lovera 6 | Ginásio Costa Cavalcanti, Foz do Iguaçu Público: 400 Árbitros: Burgos, Delgado |
| 17 de março de 2016 20:00 | 2× 3×          | Relatório | 1× 3×    | Ginásio Costa Cavalcanti, Foz do Iguaçu Público: 400 Árbitros: Burgos, Delgado |

| 18 de março de 2016 16:00 | Uruguai | 26–24     | Canadá | Ginásio Costa Cavalcanti, Foz do Iguaçu Público: 100 Árbitros: Ojeda, Zapata |
| 18 de março de 2016 16:00 | Didak 7 | (12–11)   | Wong 6 | Ginásio Costa Cavalcanti, Foz do Iguaçu Público: 100 Árbitros: Ojeda, Zapata |
| 18 de março de 2016 16:00 | 1× 3×   | Relatório | 5×     | Ginásio Costa Cavalcanti, Foz do Iguaçu Público: 100 Árbitros: Ojeda, Zapata |

| 18 de março de 2016 18:00 | Chile  | 32–26     | Paraguai  | Ginásio Costa Cavalcanti, Foz do Iguaçu Público: 300 Árbitros: Burgos, Delgado |
| 18 de março de 2016 18:00 | Miño 8 | (17–15)   | Insfran 9 | Ginásio Costa Cavalcanti, Foz do Iguaçu Público: 300 Árbitros: Burgos, Delgado |
| 18 de março de 2016 18:00 | 4× 3×  | Relatório | 4× 3×     | Ginásio Costa Cavalcanti, Foz do Iguaçu Público: 300 Árbitros: Burgos, Delgado |

| 18 de março de 2016 20:00 | Argentina        | 25–27     | Brasil      | Ginásio Costa Cavalcanti, Foz do Iguaçu Árbitros: Sosa, Lemes |
| 18 de março de 2016 20:00 | Sans, Carletti 6 | (10–12)   | Fernandes 9 | Ginásio Costa Cavalcanti, Foz do Iguaçu Árbitros: Sosa, Lemes |
| 18 de março de 2016 20:00 | 3×               | Relatório | 4× 3× 1×    | Ginásio Costa Cavalcanti, Foz do Iguaçu Árbitros: Sosa, Lemes |

| 19 de março de 2016 14:00 | Canadá  | 17–32     | Chile    | Ginásio Costa Cavalcanti, Foz do Iguaçu Público: 100 Árbitros: Quadros, Lima |
| 19 de março de 2016 14:00 | Abbey 5 | (9–18)    | Lovera 7 | Ginásio Costa Cavalcanti, Foz do Iguaçu Público: 100 Árbitros: Quadros, Lima |
| 19 de março de 2016 14:00 | 2×      | Relatório | 2×       | Ginásio Costa Cavalcanti, Foz do Iguaçu Público: 100 Árbitros: Quadros, Lima |

| 19 de março de 2016 16:00 | Argentina  | 29–18     | Paraguai     | Ginásio Costa Cavalcanti, Foz do Iguaçu Árbitros: Sosa, Lemes |
| 19 de março de 2016 16:00 | Casalova 7 | (13–13)   | Ferschenko 5 | Ginásio Costa Cavalcanti, Foz do Iguaçu Árbitros: Sosa, Lemes |
| 19 de março de 2016 16:00 | 4× 3×      | Relatório | 6× 3×        | Ginásio Costa Cavalcanti, Foz do Iguaçu Árbitros: Sosa, Lemes |

| 19 de março de 2016 18:00 | Brasil   | 39–27     | Uruguai  | Ginásio Costa Cavalcanti, Foz do Iguaçu Público: 600 Árbitros: Burgos, Delgado |
| 19 de março de 2016 18:00 | Bitolo 6 | (23–10)   | Dondan 8 | Ginásio Costa Cavalcanti, Foz do Iguaçu Público: 600 Árbitros: Burgos, Delgado |
| 19 de março de 2016 18:00 | 3×       | Relatório | 1× 2×    | Ginásio Costa Cavalcanti, Foz do Iguaçu Público: 600 Árbitros: Burgos, Delgado |

## Ranking final
| Pos. | EquipE    |
| ---- | --------- |
| 1    | Brasil    |
| 2    | Argentina |
| 3    | Chile     |
| 4    | Paraguai  |
| 5    | Uruguai   |
| 6    | Canadá    |

|  | Qualificado para o Campeonato Mundial Júnior de handebol Feminino. |